# Casian Balabașciuc
Casian-Gheorghe Balabașciuc (n. 7 mai 1957, Moldovița, județul Suceava) este un inginer silvic și prozator român din regiunea Bucovina. Prin activitatea desfășurată, el încearcă să reînvie tradițiile huțulilor bucovineni. A scris cinci cărți de povestiri cu tematică silvică. 

## Formarea profesională
După urmarea cursurilor primare la Moldovița, a absolvit Liceul „Ștefan cel Mare” din Suceava (1976) și apoi Facultatea de Silvicultură și Exploatări Forestiere din Brașov (1983), obținând diploma de inginer silvic. A lucrat ca profesor de specialitate la Liceul Industrial Moldovița (1983-1987), apoi ca inginer cercetător la Stațiunea pentru Cultura Molidului din Câmpulung Moldovenesc (1987-1988), inginer la Ocolul Silvic Breaza (1988), apoi la Ocolul Silvic Moldovița din cadrul Direcției Silvice Suceava. A fost șef al Ocolului Silvic din Moldovița (1990-2001, 2006). 
Ulterior a absolvit un curs de management în THR pentru conducerea societății comerciale de turism (2002), obținând un atestat de ghid de turism în anul 2010.
S-a implicat în promovarea silviculturii și a ecologiei. Începând din 1991 a organizat un cerc de inițiere pentru elevi în problemele pădurii. A colaborat la emisiuni pe teme de silvicultură și ecologie, de promovare a imaginii Bucovinei sau de prezentare a etniei huțule din Bucovina la Radio România Actualități și la diferite posturi de televiziune: TVR, TVR Internațional, TVR Iași, TV Suceava, Antena 1 ș.a. 

## Cercetător al tradițiilor huțule
Din punct de vedere al originii sale, Casian Balabașciuc este huțul (huțan) doar pe sfert, bunicul din partea tatălui fiind huțul „pur”.  După cum susține, are însă și gene galițiene. 
Vorbind despre huțuli, Casian Balabașciuc susține că aceștia sunt urmași ai dacilor liberi, fiind diferiți de ruteni: „Unii susțin că huțulii ar fi neam slav, alții, printre care și Mihai Eminescu, considerau că huțulii sunt daci liberi, slavizați în decursul istoriei, varianta pe care și eu o îmbrățișez, pentru că huțulii s-au considerat întotdeauna un popor liber, n-au avut un conducător. Însă ei sunt cunoscuți ca etnie, deși, oficial, nu sunt recunoscuți. Austriecii, când au venit în 1776, în Bucovina, au făcut distincție între huțuli și ruteni. Rutenii erau ucraineni, huțulii erau niște oameni de la munte, oameni liberi”. 
Prin acțiunile sale, Casian Balabașciuc încearcă să reînvie tradițiile huțulilor: portul, cântecele, obiceiurile populare. Este inițiator de manifestări culturale cu etnicii huțuli din Bucovina. A cutreierat Obcinele Bucovinei, a fotografiat casele vechi și a adunat toate documentele pe care le-a găsit despre huțuli.  El consideră că huțulii sunt astăzi pe cale de dispariție, ca urmare a asimilării lor. „Astăzi, cei mai mulți au coborât din creierii munților, încep să se integreze, vin către confort, către modernitate. De aceea spuneam că sunt pe cale de dispariție. Își pierd obiceiurile, își pierd tradițiile, își pierd meșteșugurile.” 
Fotografiile realizate au fost expuse cu prilejul a trei expoziții fotografice pe teme de mediu și natură: „Rugă pentru pădure”, „Noi arborii-Voi oamenii” și „Expoziția din grajd”.

## Activitatea de scriitor
Iubirea față de pădure, dar și dorința de a scoate în evidență înțelepciunea neamului huțulilor, l-a determinat pe Balabașciuc să scrie literatură. „Am început să scriu când am văzut că lumea nu poate fi corectată prin amenzi și documente. Eu am ales calea poveștii.”  El consideră că viața huțulilor este strâns legată de natură (de pădure și vietățile ei), deoarece ei au viețuit și s-au stins în mijlocul naturii. 
A debutat ca publicist în anul 1984 în revista „Pagini bucovinene” și ca scriitor în revista „Luceafărul” din 1 martie 1986 (sub pseudonimul Călin Baciu). În prezent, lucrează ca redactor la revistele „România pitorească” și „Bucovina forestieră” (revistă tehnico-științifică de silvicultură); colaborează cu articole la revistele „Pădurea noastră”, „Vânătorul și pescarul român” (revista Asociației Generale a Vânătorilor și Pescarilor Sportivi din România), „Magazin”, „Crai nou”, „Artemis”, „Diana”, sau „Formula AS”. 
În anul 2006, Casian Balabașciuc a adunat o serie de povești despre huțuli și viața aspră a acestora într-un volum intitulat „Stranii povestiri huțule”. A publicat apoi și alte volume: „Tainele din Smidovatic” (2009) și „Pădure, pălărie verde” (2010).
Povestirile sale au fost apreciate de către unii scriitori. Angela Furtună aprecia că scriitorul „Casian Balabașciuc rămâne la distanță de corupția literară și este cel mai consecvent autor din Bucovina culturală de astăzi. (...) Autorul dă dovadă de o constanță a atmosferei și o constanță stilistică, o construire savantă a personajelor în povestirile sale”.  Alți critici ai operei sale remarcă calitățile portretistice, anecdotica povestirilor și parfumul sadovenian. 

## Volume publicate
- Slujbași la Împăratul: povestiri (Ed. Sponte SUA, Gura Humorului, 1996) - 156 p.; conține povestirile: Cuvânt înainte; Cum ajungi să fii lunatic; Ornamente de Crăciun; - Ralf, Rolf, Rifi -; Fiara; Performerul; Pe-un picior de plai; Chipul iadului; Braconierul; Pagubă în ciuperci; La mistreți; Vâltoarea; Pe culmea Chicerei; Slujbași la Împăratul
- Steluțe de Crăciun (Ed. Sponte SUA, Gura Humorului, 1998) - 106 p.
- Stranii povestiri huțule (Ed. Cibela, Moldovița, 2006) - 236 p.; conține povestirile: Sub Zigreva; Căpăstrul; Viață de argint, tăcere de aur; Cîntecul Sihlei; Blesteme; Legea; Solomonca; Beciul din Piscu; Un păcat de moarte; Motanul; În capătul poienii; Feduca; Priveghiul; Vaca de lemn; Comoara; Ochelarii; Huțulca.
- Tainele din Smidovatic (Ed. Cibela, Moldovița, 2009) - 240 p.; conține povestirile: Cuvînt despre Smidovatic; Bordeiul de pîndă; Strunga lupului; Izvorul sihastrului; Crucea; Calea haiducului; Comoara hangiței; Norocul casei; Broasca; Ape tulburi; Noapte de pomină; Poiana Calului; Ursoaica; Nefirescul Haiduc; Fluierița; Sfeștania; Vedenia; Drîmba; Zbor de îngeri; Medalia; Pîndă de noapte.
- Pădure, pălărie verde (Ed. Cibela, Moldovița, 2010) - 180 p.; conține povestirile: Cântecul negru; Cititorul de urme; Ciungul; Control de fond; Cornițele; Cumpăna; Domnu' inspector; Frica; Hans Meller; Minciună; Norocul începătorului; Pietre la stomac; Porcul; Rămășagul; Relaxare; Sâmbătă dimineața; Scăldătoarea; Spovedania; Spre asfințit; Toamnă în munți; Să crape capra; Un caz rarisim; Un destin; Ursoaica; Vulpile șefului; Frigăruia; La datorie; Lumină tristă, neagră pană
- Văzute și nevăzute din Bucovina (Ed. Cibela, Moldovița. 2012) - 291 p. - proză
- Doi pași prin Rai (Ed. Cibela, Moldovița, 2014) - 262 p. - proză
- Sclipiri de rouă (Ed. Cibela, Moldovița, 2014) - 266 p. - poezie
- Poroșnețea (Ed. Cibela, Moldovița, 2016) - 237 p. - proză
- Zvonuri din codru (Ed. Cibela, Moldovița, 2019) - 176 p. - poezie
- Drumuri de țară (Ed. 1Print, Suceava, 2019) - 128 p. - poezie
- La povești cu Petrea Moroșan (Ed. 1Print, Suceava, 2022) - 150 p. - proză
- Cărări de lumină (Suceava, 2022) - 256 p. - antologie, proză și poezie

## Studii și articole
- Putregaiul roșu, o mare calamitate a pădurilor de molid. În „Bucovina forestieră”, anul II, nr. 1/1994, p. 83-84.
- S.O.S. Molidul de rezonanță. În „Bucovina forestieră”, anul II, nr. 1/1994, p. 103.
- La mistreți. În „Bucovina forestieră”, anul II, nr. 2/1994, p. 72-73.
- Influențe ale turismului asupra gospodăririi silvice. În „Bucovina forestieră”, anul III, nr. 1/1995, p. 77-79.
- Vânatul ca marfă. În „Bucovina forestieră”, anul IV, nr. 1-2/1996, p. 68-69.
- De la Codrii Vlăsiei la Legea 18. În „Bucovina forestieră”, anul V, nr 1-2/1997, p. 33-35.
- Apărarea patrimoniului forestier: realitate sau ficțiune?. În „Bucovina forestieră”, anul VIII, nr 1/2000, p. 43-47.
- Silvicultori bucovineni prin Germania. În „Bucovina forestieră”, anul VIII, nr 2/2000, p. 74-75.

## Premii obținute
- Premiul național „Ion Creangă” obținut la Concursul de povești de la Iași (1999). Povestea sa a fost publicată în antologia Poveștile de la bojdeucă (Ed. Junimea, Iași, 2000).
- Premiul „Crucea de argint a Sf. Ștefan cel Mare” (2007) - decernat de Societatea culturală „Ștefan cel Mare” (2007)
- Premiul Asociației Jurnaliștilor și Scriitorilor de Turism din România (2009)

## Aprecieri
„Slova lui farmecă și subjugă, ecou al unei lumi înveșmântate în valuri tulburi, nu atât patriarhală, cât primordială. Lipsa reperelor esențiale ale existenței noastre cotidiene găsește în acest epos reînviat chiar și prin ecouri difuze o contrapondere, făurită în chip romantic.”—Gabriel Cheroiu